# Patkovac
Patkovac – wieś w Chorwacji, w żupanii bielowarsko-bilogorskiej, w mieście Bjelovar. W 2011 roku liczyła 257 mieszkańców.